# Marcelo Grioni
Marcelo Grioni (Marcos Juárez, Córdoba, Argentina, 27 de julio de 1966) es un entrenador argentino. Actualmente dirige a la Asociación Deportiva Agropecuaria.

## Trayectoria

### Como futbolista
Se lo conoce como ‘Pitu’ por su estatura. El siempre se destacó su gran capacidad para ver y practicar el fútbol a su manera, con un estilo que le permitió conducir a más de un equipo en la cancha y fuera de ella.
Quizás por ello fue que uno de los mayores pasos que dio en su carrera como futbolista tuvo el respaldo de Marcelo Bielsa, el técnico argentino que en sus primeros años se encargó de formar jugadores en Newell’s Old Boys, y que fue quien dio su visto bueno para incorporarlo a la ‘Lepra’.

### Como entrenador
En 2016 ficha por el Club Deportivo Municipal. El 2017 es cesado del cargo.
En 2017 ficha por Real Garcilaso donde hace una buena campaña con el cuadro cusqueño quedando subcampeón en el campeonato peruano.
En 2018 ficha por el Club Sport Huancayo donde clasifica a la final del Torneo de Verano enfrentándose a Sporting Cristal empatando el partido de ida (1-1) y perdiendo el de vuelta (1-0). Y eliminaría a la Unión Española de Chile por la Copa Sudamericana empatando el partido de ida (0-0) y ganando el partido de vuelta (3-0). El 23 de abril del 2018 renueva contrato con el Rojo Matador por 2 temporadas. Es cesado de su cargo por empezar mal la temporada.
En 2019 ficha por Cienciano logrando el ascenso con el cuadro imperial y llegando a la máxima categoría del futbol peruano. Al siguiente año es renovado hasta el 2022. Después de perder 3 partidos consecutivamente, renunció al cargo de DT por no clasificar a la final de la Liga 1 con el equipo cusqueño.

## Clubes

### Como futbolista
| Club                 | País      | Año       |
| -------------------- | --------- | --------- |
| Newell's Old Boys    | Argentina | 1987-1988 |
| Correcaminos UAT     | México    | 1989      |
| Almirante Brown      | Argentina | 1989-1992 |
| Platense             | Argentina | 1992-1993 |
| Almirante Brown      | Argentina | 1993-1994 |
| Atlético Tucumán     | Argentina | 1994-1995 |
| Gimnasia y Tiro      | Argentina | 1995-1996 |
| Deportivo Morón      | Argentina | 1996-1997 |
| Argentino de Rosario | Argentina | 1997-1998 |
| Douglas Haig         | Argentina | 1998-2000 |

### Como asistente técnico
| Club                    | País      | Año       |
| ----------------------- | --------- | --------- |
| Argentino de Rosario    | Argentina | 2004      |
| Newell's Old Boys       | Argentina | 2007      |
| Estudiantes de La Plata | Argentina | 2008      |
| Newell's Old Boys       | Argentina | 2009-2011 |
| Colón                   | Argentina | 2012-2013 |
| Atlético de Rafaela     | Argentina | 2014-2015 |
| Deportivo Municipal     | Perú      | 2016      |

### Como entrenador
| Club                | País      | Año       | PJ  | PG | PE | PP | Rendimiento |
| ------------------- | --------- | --------- | --- | -- | -- | -- | ----------- |
| Douglas Haig        | Argentina | 2013      | 12  | 1  | 7  | 4  | 27.77%      |
| Deportivo Municipal | Perú      | 2016-2017 | 59  | 22 | 13 | 24 | 44.63%      |
| Real Garcilaso      | Perú      | 2017      | 28  | 16 | 5  | 7  | 63.09%      |
| Sport Huancayo      | Perú      | 2018-2019 | 57  | 16 | 22 | 19 | 40.94%      |
| Cienciano           | Perú      | 2019-2021 | 56  | 27 | 9  | 20 | 53.57%      |
| Cusco F. C.         | Perú      | 2022      | 10  | 3  | 2  | 5  | 36.67%      |
| ADA Jaén            | Perú      | 2024      |     |    |    |    |             |
| Total               | Total     | Total     | 222 | 85 | 58 | 79 | 47%         |

## Palmarés

### Como futbolista
| Título                        | Equipo            | País      | Año     |
| ----------------------------- | ----------------- | --------- | ------- |
| Primera División de Argentina | Newell's Old Boys | Argentina | 1987-88 |

### Como entrenador
| Título | Equipo    | País | Año  |
| ------ | --------- | ---- | ---- |
| Liga 2 | Cienciano | Perú | 2019 |